# Filipos Karwelas
Filipos Karwelas (ur. 1877 w Atenach, zm. 7 listopada 1952 tamże) – grecki gimnastyk. Brał udział w Letnich Igrzyskach Olimpijskich 1896 w Atenach. 
Karwelas startował zarówno w zawodach indywidualnych na poręczach, jak i drużynowych ćwiczeniach na drążku. Nie zdobył medalu w konkursie indywidualnym, a pozycja, którą zajął nie jest znana. W konkursie drużynowym Karvelas był członkiem drużyny Ethnikos Gymnastikos Syllogos, która zajęła trzecie miejsce, dzięki czemu zdobył on brązowy medal. 